# 사천 우천리 도요지
사천 우천리 도요지(泗川 牛川里 陶窯址)은 경상남도 사천시 사남면 우천리에 있는 조선시대의 도요지이다. 2001년 5월 3일 경상남도의 기념물 제233호로 지정되었다.

## 개요
이곳에서 지표채집된 유물을 통해 조선시대 전기의 분청사기와 조선시대 후기(17-18세기)의 백자와 옹기를 생산하였던 지방요로 추정되고 있다. 사남면 우천마을의 구룡못가에 위치하고 있는데, 일부는 구룡못 물속에 잠겨 있다. 가마터는 구릉면을 따라 길이 200여m, 폭 약 30m로 구룡못의 물속에 잠겨 있는 부분까지 한다면 그 면적이 꽤 넓은 것으로 여겨진다. 주변에는 가마 벽체의 일부분과 분청사기, 자기, 옹기 조각 등이 발견되고 있어 이 지역의 도자기 역사연구에 중요한 자료이다.

## 참고 자료
- 사천 우천리 도요지 - 국가유산청 국가유산포털